# Xenelaphis hexagonotus
Xenelaphis hexagonotus là một loài rắn trong họ Rắn nước. Loài này được Cantor mô tả khoa học đầu tiên năm 1847.